# Länsväg W 671
Länsväg W 671 (länsväg 671) är en övrig länsväg i Smedjebackens och Hedemora kommuner, Dalarnas län. Vägen är 47,2 km lång och går från Söderbärke, nära järnvägshållplatsen, viaVästerby (riksväg 66), Söderbärke kyrkby (länsväg 625, länsväg 672), Nor (länsväg 673, länsväg 675), Korsheden (länsväg 670), Larsbo, Råtallen (länsväg 676), Norn, Vikmanshyttan, trafikplats Vikmanshyttan (länsväg 679) och Sjönsbo (länsväg 680) till Hedemora, där den via Vikmanshyttevägen och Bergslagsgatan ansluter till riksväg 70 (70.01 respektive 70.03) samt länsväg W 681 med genomfart Brunnsjögatan.
Vägen är klassad som riksintresse för kulturmiljövården.